# Antilocapra americana peninsularis
El berrendo de Baja California o berrendo peninsular (Antilocapra americana peninsularis) es una subespecie de berrendo en peligro crítico de extinción, endémica de México. En la década de 1980 se estimaba que quedaban 100 ejemplares en Baja California. Actualmente, gracias a los programas de protección, su población alcanza los 500 ejemplares, y continúa en aumento. En febrero de 2018 se constató el nacimiento de 11 crías en libertad.